# Castello Frangipane
Il Castello Frangipane, chiamato anche Rocca Traversa, è un castello situato nella città alta di Terracina in Lazio.

## Storia
Il castello venne costruito in più fasi a partire dalla fine del X secolo, periodo in cui il Lazio meridionale venne interessato da un generale processo di incastellamento, e ulteriormente fortificato dall'influente famiglia romana dei Frangipane che nel 1143 ricevette in feudo la città di Terracina da papa Celestino II.
La rocca venne eretta su un basamento in blocchi rettangolari d'epoca romana, in posizione strategica rispetto alla piana sottostante.
La lotta dei terracinesi contro le angherie della potente famiglia romana si concluse nel 1202 si concluse con la cacciata dei Frangipane e l'instaurazione di istituzioni comunali. Di qui il particolare rapporto degli abitanti di Terracina con il loro castello.
Al XV secolo risalgono le ultime opere di ingrandimento della struttura.
Nel 1797 papa Pio VI fece disarmare il castello, che rimase abbandonato; una nuova fortezza venne invece armata nella parte bassa della città, area destinata dal papa all'espansione urbanistica della città. Da allora la struttura ha servito come monastero e casa di riposo.
Il castello venne gravemente danneggiato dai bombardamenti della seconda guerra mondiale. Nel 1996 un'iniziativa popolare porta infine al suo restauro.